# Phoneyusa rutilata
Phoneyusa rutilata là một loài nhện trong họ Theraphosidae.
Loài này thuộc chi Phoneyusa. Phoneyusa rutilata được Eugène Simon miêu tả năm 1907.